# 艾里亚斯·詹姆斯·科里
艾里亚斯·詹姆斯·科里（英語：Elias James Corey，1928年7月12日—）是一名美国有机化学家，有机合成化学领域的一代宗师，也是一个备受争议的人物。1990年诺贝尔化学奖得主，得奖原因是“发展了有机合成的理论和方法”，特别是逆合成分析。